# Benedicto
Benedicto de Moraes Menezes (ur. 30 października 1906 (podawana jest również data 10 lutego 1910) w Rio de Janeiro, zm. 11 lutego 1944) – brazylijsko-włoski piłkarz. Podczas gry we Włoszech używał nazwiska Benedicto Zacconi. Podczas kariery grał na pozycji obrońcy.

## Kariera klubowa
Zaczynał karierę w Grêmio Esportivo Brasil, gdzie grał w latach 1924–1926. Kolejne 6 lat 1927–1932 grał w Botafogo FR. Z Botafogo zdobył dwukrotnie mistrzostwo stanu Rio de Janeiro – Campeonato Carioca w 1930 i 1932. Rok 1933 spędził w Fluminense FC, po czym opuścił Brazylię i wyjechał do Włoch. We Włoszech jako Benedicto Zacconi grał pierw w AC Torino 1933–1935. Jego dorobek w Torino to 57 meczów i 7 bramek. W 1935 przeszedł do stołecznego S.S. Lazio, gdzie grał do zakończenia kariery, które nastąpiło w 1939. Jego bilans w 
Lazio to 110 meczów i 4 bramki.

## Kariera reprezentacyjna
Benedicto de Moraes Menezes na początku lat 30. występował w reprezentacji Brazylii, w której rozegrał 2 spotkania strzelając przy tym jedną bramkę. W 1930 roku uczestniczył z nią w pierwszych mistrzostwach świata, które rozgrywane były na stadionach Urugwaju.